# Bruno Meneghel
Bruno Meneghel (født 3. juni 1987) er en brasiliansk fodboldspiller.